# نهائي كأس إيطاليا 2025
نهائي كأس إيطاليا 2025 (بالإيطالية: 2025 Coppa Italia final) هو المباراة الختامية لكرة قدم لتحديد الفريق الفائز بمسابقة كأس إيطاليا 2024–25، من النسخة السابعة والسبعين من مسابقة كأس إيطاليا، البطولة الوطنية الأولى لكرة القدم في إيطاليا. عرفت البطولة بسبب الرعاية باسم كأس إيطاليا فريتشاروسا ولمدة ثلاثة مواسم أخرى حتى عام 2027، أُقيمت المباراة في 14 مايو 2025 بين نادي بولونيا وإيه سي ميلان على ملعب أولمبيكو في روما، إيطاليا، تعتبر هذه المرة الأولى التي يلتقي فيها ميلان وبولونيا في نهائي كأس إيطاليا، تمكن نادي بولونيا من خطف لقب كأس إيطاليا للمرة الثالثة في تاريخه بعدما هزم ميلان بهدف دون مقابل عن طريق السويسري دان ندوي في الدقيقة 53 من اللقاء ويمنح المدرب فينسينزو إيتاليانو أول لقب تاريخي كمدرب بحصوله على بطولة كأس إيطاليا. في 19 مايو 2025 حصل فينسينزو إيتاليانو على جائزة بولغاريلي رقم 8 كأفضل مدير فني في الدوري الإيطالي لموسم 2024-25. خلال الحدث تم الاحتفال أيضًا بإيتاليانو لنجاحه الأخير في الفوز بكأس إيطاليا، حيث أعاد الكأس إلى بولونيا بعد انتظار دام أكثر من 50 عامًا.
ومن المصادفة تواجه الفريقين في 09 مايو 2025 ضمن منافسات الجولة السادسة والثلاثين في مسابقة الدوري الإيطالي وقبل أيام معدودة من مواجهة نهائي كأس إيطاليا، انتهت مباراة الإياب بين الفريقين في مسابقة الدوري الإيطالي بفوز نادي ميلان على بولونيا بنتيجة 3-1 على ملعب سان سيرو، سجل أهداف ميلان خيمينيز هدفين و بوليسيتش، واحرز ريكاردو هدف بولونيا الوحيد. ليدخل بعدها الفريقين فترة استعداديه لمباراة نهائي كأس إيطاليا المرتقبة، يذكر أن نادي بولونيا فاز في مواجهة الذهاب بعدما قلب الطاولة على ضيفه ميلان، وحول تخلفه إلى فوز أول على الفريق اللومباردي في الدوري الإيطالي لكرة القدم منذ 2016، وبنتيجة 2-1 في مباراة مؤجلة من الجولة التاسعة، والتي كان من المقرر أن تلعب في الأصل في 26 أكتوبر 2024، ولكن تم تأجيلها بسبب الأمطار الغزيرة والفيضانات.
يضم سجل البطولة فوز بولونيا بالكأس في مناسبتين، حيث تغلب على نادي تورينو عام 1970 (المسابقة التي كانت تلعب بنظام الدوري) وعلى نادي باليرمو في عام 1974، فيما يملك نادي ميلان سجلاً سلبياً في كأس إيطاليا، حيث فاز بالبطولة خمس مرات أعوام (1967، 1972، 1973، 1977، 2003)، وخسرها تسع مرات أعوام (1942، 1968، 1971، 1975، 1985، 1990، 1998، 2016، 2018).
بتجاوزه نادي إنتر ميلان وصل نادي إيه سي ميلان إلى النهائي بالرغم من تراجعه في ترتيب الدوري الإيطالي هذا الموسم، مع استمرار تفوقه على نادي الإنتر حيث لم يتمكن نادي الإنتر من الفوز على نادي ميلان هذا الموسم في أي مواجهة. تغلب ميلان ذهاباً في منافسات الدوري الإيطالي ضمن مواجهة الجولة الخامسة وتعادلا إياباً في مواجهة جولة الثالثة والعشرين، في طريقه لنهائي المسابقة كأس إيطاليا تعادل الفريقين هدف لكل منهما في مباراة الذهاب، فيما تمكن ميلان من هزيمة الإنتر في إياب نصف النهائي بثلاثة أهداف دون مقابل، بفضل هدفين لوكا يوفيتش وتيجاني رايندرز الذي عزز تقدم ميلان بهدف ثالثًا مانحًا الفريق فوزًا بنتيجة 4-1 في مجموع المباراتين ويتأهل إلى نهائي كأس إيطاليا. يعتبر هذا الفوز الثالث لميلان على إنتر هذا الموسم، بعد فوزه أيضًا على النيراتزوري في نهائي كأس السوبر الإيطالي 2024 في يناير 2025. فيما كانت هذه الخسارة الثانية على التوالي لإنتر متصدر الدوري الإيطالي بعد هزيمته من نادي بولونيا بهدف نظيف ضمن الجولة الثالثة والثلاثين في منافسات الدوري الإيطالي. يخوض "الروسونيري" نهائي كأس إيطاليا بعد سبع سنوات من خسارته نهائي كأس إيطاليا 2018، وبعد مرور 22 عامًا منذ فوزه في نهائي كأس إيطاليا 2003.
تأهل بولونيا إلى نهائي كأس إيطاليا بعدما وضع نفسه في موقف الأفضلية بفوزه بنتيجة 3-0 في مباراة الذهاب، وعززها بالفوز بنتيجة 2-1 في مباراة الإياب على نادي إمبولي، ما منحه فوزا بنتيجة 5-1 في مجموع مباراتي نصف النهائي. ليكون "روسوبلو" طرفاً في المباراة النهائية للمرة الأولى بعد 51 عامًا، ويلعب في نهائي كأس إيطاليا للمرة الثانية فقط في تاريخه، وللمرة الأولى منذ نهائي كأس إيطاليا 1974 عندما حقق الكأس في تلك الفترة بفوزه بركلات الترجيح على نادي باليرمو، وينافس هذا المرة ضد نادي ميلان سعياً للفوز باللقب الثالث له.

## عن الفريقين
| الفريق       | التتويج | المشاركات السابقة في النهائيات (الخط الغليظ للأرقام يشير لسنة التتويج باللقب)           |
| ------------ | ------- | --------------------------------------------------------------------------------------- |
| بولونيا      | 2       | 2 (1970، 1974)                                                                          |
| إيه سي ميلان | 5       | 14 (1942، 1967، 1968، 1971، 1972، 1973، 1975، 1977، 1985، 1990، 1998، 2003، 2016، 2018) |

## خلفية تاريخية
سبق لميلان أن خاض أربعة عشر نهائيًا في كأس إيطاليا، فاز في خمس مواجهات منها، يعود آخر ظهور لنادي ميلان في نهائي كأس إيطاليا 2018، وخسره أمام يوفنتوس؛ ويعود آخر فوز لميلان عندما تغلب فريق كارلو أنشيلوتي قبل 22 عاماً في نهائي كأس إيطاليا 2003 بين نادي ميلان وروما في أول لقاء جمع بينهما في النهائي، ويفوز ميلان بكأس إيطاليا بنتيجة مجموع المباراتين بنتيجة 6-3 بعد فوزه في مباراة الذهاب بنتيجة 4-1، وتعادل 2-2 في مباراة الإياب، ليرفع ميلان لقبه الخامس، بعد ثلاثة أيام من فوزه في نهائي دوري أبطال أوروبا 2003. أما بولونيا فقد سبق له فاز باللقبين سابقين، وكان آخرها فوزه بركلات الترجيح على نادي باليرمو عام 1974.
ولم يسبق أن ألتقى نادي ميلان ونادي بولونيا في نهائيات كأس إيطاليا سابقة، على الرغم من أنهما التقيا ثماني مرات في كأس إيطاليا بين ثلاثينيات وسبعينيات القرن العشرين. وفي جميع المناسبات خرج ميلان منتصرا بإستثناء خسارته في مباراة واحدة وحالة تعادل واحدة بينهما. تعود أول مواجهات الفريقين ضمن مسابقة كأس إيطاليا إلى النسخة الثالثة من بطولة الكأس المحلية الوطنية في كرة القدم الإيطالية للموسم 1935–36. في دور الستة عشر أقيمت جميع المباريات من مباراة واحدة مع إمكانية إعادة المباريات وفقًا لنموذج كأس الاتحاد الإنجليزي؛ انتهت المباراة بفوز ميلان واقصى بولونيا بنتيجة ثلاثة أهداف، أحرز هدفين من بييترو أركاري وهدف من جيوفاني موريتي دون مقابل لصالح نادي بولونيا. في عام 1937-38 فاز ميلان في دور ربع النهائي بنتيجة 2-0 بهدفين من موريتي دون مقابل، في عام 1967-68 استحدث الاتحاد الإيطالي لكرة القدم مجموعة نهائية بدلاً من نصف النهائي والنهائي. ضمن مباريات المجموعة النهائية، لعبت الفرق ضد بعضها البعض ذهاباً وإياباً بنظام الدوري، فاز ميلان في مباراة الذهاب بنتيجة 2-1 بأهداف من بييرينو براتي وأنجليو سورماني فيما فاز نادي بولونيا في مباراة الإياب بنتيجة 2-1 هدف من فاوستينو تورا وهدف عكسي من كارل شنيلينغر في مرمى فريقه ميلان وأحرز هدف ميلان اللاعب بييرينو براتي، في عام 1974-75 فاز ميلان في مباراة ذهاب الدور الثاني بنتيجة 1-0 بهدف من إغيديو كالوني وفاز ميلان إياباً بنتيجة 1–4 بهدفين من إغيديو كالوني بهدف من جورجيو بياسيولو وبهدف رابعاً من لوتشيانو كياروجي، وفي عام 1976-77، حقق ميلان فوزًا صريحاً في مباراة ذهاب الدور الثاني بنتيجة 5-0، سجلها كل من جورجيو براليا، ألبيرتو بيغون، إغيديو كالوني، جورجو موريني وألدو مالديرا. وتعادل الفريقين إياباً بنتيجة 1-1 بهدف جورجيو براليا وهدف بولونيا عن طريق فرانكو كريشي.

## مكان المباراة النهائية
يقع ملعب أولمبيكو في شمال غرب روما في مجمع فورو إيتاليكو الرياضي. يتسع لأكثر من 70,000 متفرج، وهو أكبر منشأة رياضية في روما وثاني أكبر منشأة في إيطاليا ، بعد سان سيرو في ميلانو. يقع الأولمبيكو بدأ البناء في عام 1928 تحت قيادة إنريكو ديل ديبيو وتم توسيع المكان في عام 1937 على يد لويجي موريتي. قاطعت الحرب العالمية الثانية المزيد من التوسعات؛ بعد تحرير روما في يونيو 1944، بعد الحرب أكملت اللجنة الأولمبية الوطنية الإيطالية، المعينة كمشغل للمكان البناء، وتم افتتاحه في 17 مايو 1953 بمباراة كرة قدم بين إيطاليا والمجر، منذ الافتتاح كان الملعب موطنًا لأندية كرة القدم المحترفة الرئيسية في المدينة، لاتسيو وروما. غير اسمه إلى أولمبيكو عام 1955، عندما مُنحت روما مسؤولية استضافة دورة الألعاب الأولمبية الصيفية 1960. في عام 1990 أُعيد بناء الملعب الأولمبي وسقفه لاستضافة كأس العالم 1990.
يعتبر نهائي كأس إيطاليا 1958 بين نادي لاتسيو وفيورنتينا أول نهائي يستضيفها ملعب أولمبيكو بحضور 55,000 مشجع، من النسخة الحادية عشرة من مسابقة كأس إيطاليا لكرة القدم، والأولى بعد فترة انقطاع طويلة بعد الحرب، يفتخر لاتسيو بفوزه بكأس إيطاليا لأول مرة وبأول لقب إيطالي له منذ تأسيسه، ويظهر في قائمة شرف كأس إيطاليا إلى جانب يوفنتوس وتورينو (الفائزين بنسختين لكل منهما) وفادو، وجنوة، وإنتر ميلان، وفيورنتينا وفينيسيا، وبولونيا. منذ عام 2008 أصبح الملعب مكانًا لنهائي كأس إيطاليا.
|                                  |  |
| الطاقة الاستيعابية: 70,634 متفرج |  |
| نهائي كأس إيطاليا 2025           |  |

## الطريق إلى النهائي
| بولونيا                                                                     | بولونيا | بولونيا | بولونيا | ضد                       | إيه سي ميلان | إيه سي ميلان | إيه سي ميلان | إيه سي ميلان |
| --------------------------------------------------------------------------- | ------- | ------- | ------- | ------------------------ | ------------ | ------------ | ------------ | ------------ |
| الخصم                                                                       | النتيجة | النتيجة | النتيجة | الجولة                   | الخصم        | النتيجة      | النتيجة      | النتيجة      |
| نادي مونزا                                                                  | 4–0     | 4–0     | 4–0     | دور 16                   | نادي ساسولو  | 6–1          | 6–1          | 6–1          |
| أتالانتا                                                                    | 0–1     | 0–1     | 0–1     | ربع النهائي              | نادي روما    | 3–1          | 3–1          | 3–1          |
| الخصم                                                                       | إجم.    | الذهاب  | الإياب  | نصف النهائي (ذهاب وإياب) | الخصم        | إجم.         | الذهاب       | الإياب       |
| نادي إمبولي                                                                 | 1–5     | 0–3 (خ) | 2–1 (د) | نصف النهائي (ذهاب وإياب) | إنتر ميلان   | 4–1          | 1–1 (د)      | 3–0 (خ)      |
| ملاحظة: تشير الرموز (د) = داخل الديار ; (خ) = خارج الديار; (م) = ملعب محايد |         |         |         |                          |              |              |              |              |

### بولونيا إلى النهائي بعد 51 عامًا
انتهت مواجهة بولونيا ومونزا ضمن منافسات دور 16 من بطولة كأس إيطاليا 2024-25، مساء الثلاثاء 03 ديسمبر 2024، بفوز بولونيا برباعية دون مقابل، على أرضية ملعب ريناتو دالارا، شهدت مباراة تفوق واضح من قبل لاعبي بولونيا بقيادة المدير الفني الإيطالي فينسينزو إيتاليانو، من حيث السيطرة على الكرة وخلق العديد من الفرص التهديفية. سجل لاعب خط الوسط الإيطالي توماسو بوبيغا هدف التقدم لمصلحة بولونيا في الدقيقة 32 من زمن الشوط الأول، بعد تمريرة من النجم الأرجنتيني الشاب سانتياغو كاسترو، وفي الدقيقة 35 أضاف ريكاردو أورسوليني ثاني الأهداف من صناعة كاسترو، وأحرز المهاجم بنجامين دومينغيز الهدف الثالث بالدقيقة 63 من عمر الشوط الثاني بعد صناعة ثالثة من اللاعب المتألق سانتياغو كاسترو. وأحرز سانتياغو كاسترو هدفًا رابعًا في الدقيقة 76، بمهارة فردية رائعة بعدما استلم تمريرة ساحرة من بنجامين دومينغيز.
في مواجهة ربع النهائي فاز بولونيا على أتالانتا بهدف نظيف بفضل رأسية الأرجنتيني كاسترو قبل 10 دقائق من النهاية، بعد تحويله كرة عرضية من ركلة حرة نفذها ليكوجيانيس ليواصل بولونيا عروضه الجيدة تحت قيادة المدرب فينتشينزو إيتاليانو في موسمه الأول. وصعد إلى الدور في نصف نهائي كأس إيطاليا بعد 26 عاماً، حيث ينتظر الفائز من مباراة يوفنتوس وإمبولي.

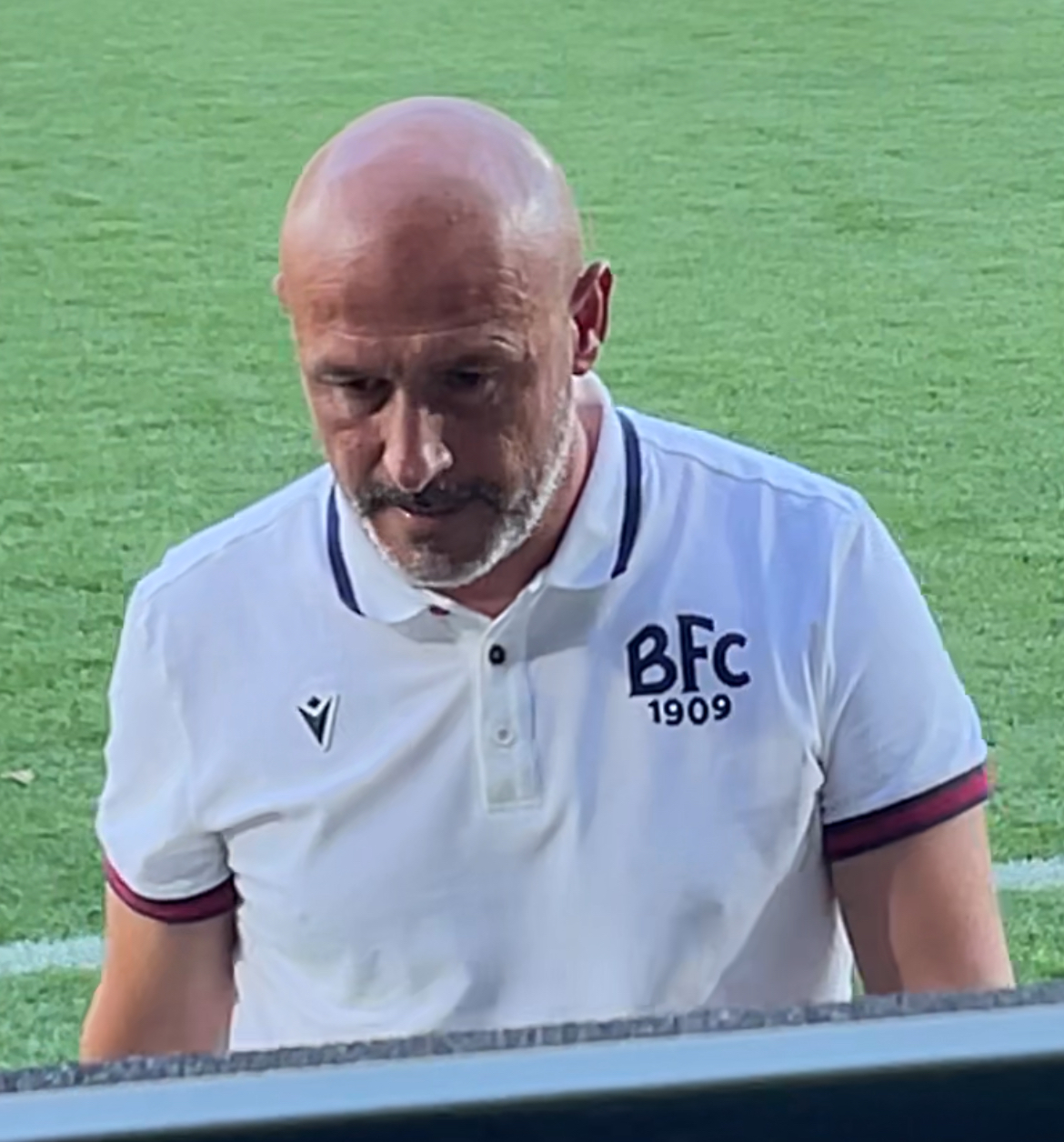
فينسينزو إيتاليانو يصنع المعجزات في موسمه الأول مع بولونيا ويصل بالفريق إلى نهائي كأس إيطاليا بعد 51 عامًا، ويصل فينسينزو إيتاليانو كمدرب للمرة الثانية منذ خسارته مع فيورنتينا نهائي كأس إيطاليا 2023.

خطا بولونيا خطوةً مهمةً نحو بلوغ نهائي كأس إيطاليا لأول مرة منذ عام 1974، محققًا فوزًا ساحقًا على إمبولي بنتيجة 3-0 في ذهاب نصف النهائي يوم الثلاثاء بتاريخ 01 أبريل 2025. وأبرز هدفان للمهاجم ثييس دالينجا أداءً قويًا للضيوف. واجه إمبولي الذي فاجأ يوفنتوس بركلات الترجيح في الجولة السابقة ليصل إلى نصف نهائي كأس إيطاليا لأول مرة في تاريخه، صعوبة في احتواء منافسه بولونيا الذي يسعى للحصول على تأهل لدوري أبطال أوروبا في الدوري الإيطالي. افتتح بولونيا التسجيل في الدقيقة 23. تسببت تمريرة ينس أودغارد العرضية من اليسار في إرباك دفاعات الفريق المنافس، مما سمح لريكاردو أورسوليني، غير المراقب بتسديد كرة مباشرة في الشباك. تضاعفت النتيجة بعد ست دقائق فقط. مرر دان ندوي تمريرة بينية متقنة إلى دالينجا، الذي أنهى الهجمة بنجاح. ثم تعاون الثنائي مجددًا بعد ست دقائق من بداية الشوط الثاني في الدقيقة 51، حيث مرر ندوي تمريرة عرضية إلى دالينجا ليسجل هدفه الثاني في المباراة. هذا الفوز الساحق يضع بولونيا في موقف قوي للغاية قبل مباراة الإياب على أرضه في 24 أبريل. فيما ما يواجه نادي إمبولي الذي يقبع في قاع الدوري الإيطالي، مهمة شاقة لتعويض تأخره بثلاثة أهداف.
تأهل بولونيا إلى نهائي كأس إيطاليا بعد فوزه على إمبولي بنتيجة 2-1 في مباراة الإياب على ملعب ريناتو دال آرا في نصف النهائي. لتصبح النتيجة 5-1 في مجموع المباراتين. وبعد فوزه 3-0 في مباراة الذهاب، أنهى بولونيا مواجهة الإياب فعليا بعد سبع دقائق فقط من مباراة الإياب عندما سجل لاعب الوسط جيوفاني فابيان برأسه بعد تمريرة عرضية من نيكولا مورو. ونجح إمبولي في افتتاح التسجيل في الدقيقة 33 عندما وضع فيكتور كوفالينكو الكرة في المرمى بعد ارتدادها من حارس مرمى بولونيا فيديريكو رافاليا بعد تسديدة من أولا سولباكن، كان بولونيا الكلمة الأخيرة قبل نهاية المباراة بأربعة دقائق عندما قابل ثييس دالينجا تمريرة عرضية برأسه مسجلا الهدف الثاني للفريق ويضمن الفوز في مجموع المباراتين. ليواجه ميلان الذي تغلب على غريمه إنتر ميلان مباراتي نصف النهائي الأخر.

### إيه سي ميلان
تجاوز ميلان دور الستة عشر بفوز سهل على ساسولو من الدرجة الثانية الإيطالي لكرة القدم بنتيجة 6-1 في سان سيرو ليبلغ دور الثمانية لكأس إيطاليا، حسمت المباراة بعد أن سجل تشوكويزي هدفين إلى جانب أهداف من تيجاني ريندرز ورافائيل لياو ليتقدم ميلان بأربعة أهداف دون مقابل، أضاف ديفيد كالابريا الهدف الخامس بعد 11 دقيقة من الشوط الثاني، وسجل سامويل مولاتيري هدف ساسولو الوحيد بعدها بثلاث دقائق قبل أن يختتم تامي أبراهام أهداف ميلان في الدقيقة 61 من ركلة جزاء هزت شباك الحارس جياكومو ساتالينو.
نجح ميلان في تجاوز نادي روما في المباراة التي جمعتهما ضمن منافسات دور الثمانية "ربع نهائي" لكأس إيطاليا على ملعب "سان سيرو" بنتيجة بثلاثة أهداف مقابل هدف، سجل المهاجم الإنجليزي تامي أبراهام هدفي ميلان في الدقيقة 17، قبل أن يضاعف اللاعب نفسه النتيجة لميلان في الدقيقة 42، وينتهي الشوط الأول بتقدم أصحاب الأرض بهدفين دون رد. وفي الشوط الثاني حاول روما العودة في اللقاء، ونجح في تقليص الفارق عندما احرز أرتيم دوفبيك هدف روما الوحيد في الدقيقة 55 من الشوط الثاني واختتم جواو فيليكس ثلاثية ميلان في الدقيقة 70 الشوط الثاني من المباراة، بهذه النتيجة تأهل إي سي ميلان إلى الدور نصف النهائي لبطولة كأس إيطاليا.
في ذهاب نصف نهائي كأس إيطاليا نجح إنتر ميلان في تحويل تأخره بهدف إلى تعادل 1-1 مع غريمه التقليدي ميلان، مع تقدم ميلان في النتيجة بعد فترة وجيزة من الشوط الثاني عن طريق أبراهام في الدقيقة 47 بعد تمريرة من يوسف فوفانا على حافة منطقة الجزاء. راوغ المهاجم الإنجليزي دفاع إنتر قبل أن يسدد كرة أرضية في الزاوية السفلى للمرمى، ورد إنتر الذي لعب بدون مهاجمه المصاب لاوتارو مارتينيز، بضغط متزايد وحقق هدف التعادل من تسديدة هاكان تشالهانوغلو القوية في الشباك من مسافة بعيدة في الدقيقة 67 ضمان بقاء التعادل وتساوي فرصة التأهل إلى مباراة الإياب. خلال المباراة اختبر لياو حارس مرمى إنتر جوزيب مارتينيز بتسديدة من زاوية ضيقة، وفي المقابل تصدى حارس مرمى فرنسا مايك ماينيان بشكل رائع لركلة حرة قوية من كالهان أوغلو وضربة رأس من ديفيد فراتيس قبل نهاية الشوط الأول. أتيحت لكلا الفريقين فرصٌ للتقدم في الدقائق الأخيرة. عندما أهدر هنريك مخيتاريان لاعب إنتر، فرصةً في الدقائق الأخيرة، بينما سدد رافائيل لياو لاعب ميلان، كرةً مرت بجوار القائم قبل دقائق من صافرة النهاية.
مع معاناة ميلان من أداء "مخيب للآمال" محليًا، إذ يحتل المركز التاسع في الدوري الإيطالي، ومن خروج مبكر من دوري أبطال أوروبا، فإن بلوغ نهائي كأس إيطاليا يمنحه فرصةً لإنقاذ موسمه وإضافة لقبٍ جديد إلى كأس السوبر الإيطالي الذي فاز به في يناير 2025. سجل لوكا يوفيتش هدفين ليقدم ميلان في النتيجة ويهزم غريمه إنتر ميلان بنتيجة 3-0 في مباراة إياب نصف نهائي كأس إيطاليا مساء الأربعاء، ويضمن فوزًا شاملاً 4-1 في مجموع المباراتين ومكانًا في النهائي، وعلى الرغم من أن إنتر بدأ المباراة بقوة من تسديدة فيديريكو ديماركو ركلة حرة في العارضة وأهدر لاوتارو مارتينيز فرصة سانحة للتسجيل، فإن ميلان هو من سيطر على المباراة. قبل تسع دقائق من نهاية الشوط الأول، أرسل أليكس خيمينيز تمريرة عرضية ليحولها يوفيتش برأسه في المرمى ليضع الروسونيري في المقدمة بهدف دون مقابل، وضاعف المهاجم الصربي يوفيتش تقدم ميلان بعد أربع دقائق فقط من استئناف اللعب، حيث انطلق داخل منطقة الجزاء بعد ركلة ركنية ليحول الكرة إلى الشباك ويضع سيرجيو كونسيساو في موقف متقدم التأهل إلى النهائي. أكمل تيجاني رايندرز التسجيل في الدقيقة 85 بتسديدة رائعة من زاوية حادة بعد تمريرة داخل منطقة الجزاء، يواصل إنتر ميلان سلسلة سوء النتائج أمام جاره هذا الموسم، بعد أن فشل في الفوز على ميلان في خمس مباريات (ثلاث خسائر وتعادلين) في جميع المسابقات. هذه الهزيمة أنهت آمال إنتر ميلان في تحقيق الثلاثية المحلية. مع استمرار منافسته في سباق الدوري الإيطالي 2024–25 مع نادي نابولي، وبلوغه نهائي دوري أبطال أوروبا 2025.

## المباراة
تعرض لاعب ميلان يوسف فوفانا الذي بدأ أساسيًا للإصابة خلال الشوط الأول من مباراة الجولة الخامسة والثلاثين من الدوري الإيطالي ضد نادي جنوى واضطر للخروج من الملعب بعد نصف ساعة بسبب ضربة في باطن قدمه. في الأيام التالية خضع لاعب موناكو السابق لبرنامج علاجي في ميلانيلو، وغاب عن مباراة الجولة السادسة والثلاثين ضد بولونيا لتجنب المخاطرة بإصابته. خلال عطلة نهاية الأسبوع بدأ فوفانا برنامجًا تدريبيًا مخصصًا على أرض الملعب، برفقة زميله فيكايو توموري الذي خرج هو الآخر مصاباً بعد دقائق قليلة من مباراة ميلان ضد بولونيا في سان سيرو.
يدخل الميلان النهائي بمعنويات أفضل مع تحقيقه الفوز في ثلاث مباريات متتالية للمرة الثانية هذا الموسم، حيث أسفرت الجولات الثالثة الأخيرة 34، 35، 36 قبل النهائي عن تحسن نتائجه ووصوله للمركز الثامن في ترتيب الدوري حيث أصبح لدى الروسونيري 60 نقطة ويفصله ثلاثة نقاط عن المراكز الأوروبية بعد اكتمال بقية مباريات الجولة السادسة والثلاثين من الدوري الإيطالي.
في المقابل يتجه بولونيا إلى معلب الأولمبيكو بعد تعادلين وخاسرته الأخيرة أمام ميلان في الجولة السادسة والثلاثين وتوقف رصيده عند 62 نقطة في المركز السابع. بالرعم من ظهور فريق المدرب إيتاليانو بتنظيم الدفاعي جيد مع ذلك يعانى فريق روسوبلو من صعوبات في التسجيل خارج أرضه، لا يزال بولونيا ينافس على التأهل إلى دوري أبطال أوروبا وسيسعى لحصد أكبر عدد من النقاط.

### تفاصيل المباراة
بدأت المباراة أمام 68,490 متفرجًا. في الدقيقة 8 أرسل خوان ميراندا الكرة إلى منطقة الجزاء حيث حاول سانتياغو كاسترو تسديد الكرة برأسه لتتجاوز مايك ماينان، لكن حارس المرمى الفرنسي تصدى لها ولم يتمكن جيوفاني فابيان من تحويل الكرة المرتدة. في الدقيقة 10، أرسل أليكس خيمينيز الكرة عرضية نحو لوكا يوفيتش، إلا أن محاولة مدافع بولونيا سام بيوكيما لصدها انتهت بصعوبة بالغة من قبل لوكاس سكوروبسكي، قبل أن يوقف حارس المرمى البولندي محاولة يوفيتش التالية للكرة المرتدة. في الدقيقة 43 استحوذ ماينان على رأسية من إميل هولم، قبل لحظات من محاولة ميلان هجمة مرتدة سريعة مع رافائيل لياو قبل أن يتعرض اللاعب البرتغالي لعرقلة من القائد لويس فيرجسون، الذي تلقى بطاقة صفراء نتيجة لذلك. لم يقم أي من الجانبين بأي تغييرات في الشوط الأول. في الدقيقة 53، مرر ريكاردو أورسوليني الكرة إلى المرمى قبل أن يتمكن ثيو هيرنانديز من إبعاد الكرة، ولكن دان ندوي تمكن من التهرب من فيكايو توموري قبل أن يسدد الكرة في الزاوية اليمنى من المرمى ويحرز هدف الأول لنادي بولونيا. أجرى ميلان ثلاثة تبديلات في الدقيقة 62 حيث وضع كايل ووكر وسانتياغو خيمينيز وجواو فيليكس بدلاً من توموري وخيمينيز ويوفيتش. بعد سبع دقائق، أدخل بولونيا نيكولو كاسالي وتوماسو بوبيغا بدلاً من فابيان وأورسوليني. في الدقيقة 71، أرسل هيرنانديز كرة منخفضة نحو خيمينيز الذي كان ينتظر في منتصف منطقة الجزاء، إلا أن المكسيكي لم يتعامل بشكل صحيح مع الكرة وترك سكوروبسكي لالتقاط ما كان جهدًا تائهًا. أجرى بولونيا المزيد من التبديلات، حيث دخل ديفيد كالابريا وينس أودغارد وثييس دالينغا بدلًا من هولم وكاسترو وندوي. في هذه الأثناء، أملًا من ميلان في إدراك التعادل في اللحظات الأخيرة، أشرك تامي أبراهام وصامويل تشوكويزي بدلًا من يوسف فوفانا وكريستيان بوليسيتش. في الدقيقة الرابعة من الوقت بدل الضائع، تمكن أودغارد من مراوغة العديد من لاعبي ميلان قبل أن يسدد كرة من خارج منطقة الجزاء مباشرة في يد ماينيان. بعد ست دقائق من الوقت بدل الضائع، انتهت المباراة بفوز بولونيا بكأس إيطاليا للمرة الثالثة، وأول لقب كبير له منذ فوزه الأخير بالبطولة عام 1974.
| بولونيا      | 1 - 0 | إيه سي ميلان |
| ------------ | ----- | ------------ |
| دان ندوي 54' |       |              |

| بولونيا | إيه سي ميلان |

|                    |    | تشكيلة الفريق:         |     |     |
| GK                 | 1  | لوكاس سكوربسكي         |     |     |
| LB                 | 33 | خوان ميراندا غونزاليس  |     |     |
| CB                 | 26 | جون لوكومي             | 74' |     |
| CB                 | 31 | سام بوكيما             |     |     |
| RB                 | 2  | إميل هولم              | 76' |     |
| CM                 | 19 | لويس فيرغسون (c)       | 43' |     |
| CM                 | 8  | ريمو فرويلر            |     |     |
| LW                 | 11 | دان ندوي               | 80' |     |
| AM                 | 80 | جيوفاني فابيان         | 57' | 66' |
| RW                 | 7  | ريكاردو أورسوليني      | 69' |     |
| FW                 | 9  | سانتياغو كاسترو        | 80' |     |
| مقاعد البدلاء:     |    |                        |     |     |
| GK                 | 23 | نيكولا بانوليني        |     |     |
| GK                 | 34 | فيديريكو رافاليا       |     |     |
| LB                 | 22 | تشارالامبوس ليكوجيانيس |     |     |
| DF                 | 15 | نيكولو كاسالي          | 69' |     |
| DF                 | 5  | مارتين إيرليتش         |     |     |
| RB                 | 29 | لورينزو دي سيلفيستري   |     |     |
| RB                 | 14 | دافيد كالابريا         | 76' |     |
| DM                 | 17 | أسامة العزوزي          |     |     |
| CM                 | 20 | مايكل أيبشير           |     |     |
| DM                 | 18 | توماسو بوبيغا          | 66' |     |
| CM                 | 6  | نيكولا مورو            |     |     |
| LW                 | 30 | بنجامين دومينغيز       |     |     |
| CF                 | 24 | تييس دالينخا           | 80' |     |
| FW                 | 28 | نيكولو كامبياغي        |     |     |
| FW                 | 21 | ينز أودجارد            | 80' |     |
| المدرب:            |    |                        |     |     |
| فينسينزو إيتاليانو |    |                        |     |     |

|                 |    | تشكيلة الفريق:      |       |     |
| GK              | 16 | مايك ماينان (c)     |       |     |
| CF              | 31 | ستراهينيا بافلوفيتش |       |     |
| CF              | 46 | ماتيو غابيا         |       |     |
| CF              | 23 | فيكايو توموري       | 38'   | 62' |
| LM              | 19 | تيو هرنانديز        |       |     |
| CM              | 14 | تياني ريندرز        |       |     |
| CM              | 29 | يوسف فوفانا         | 88'   |     |
| RM              | 20 | أليكس خيمينيز       | 62'   |     |
| LW              | 10 | رفائيل لياو         |       |     |
| RW              | 11 | كريستيان بوليسيتش   | 45+3' | 87' |
| CF              | 9  | لوكا يوفيتش         | 62'   |     |
| مقاعد البدلاء:  |    |                     |       |     |
| GK              | 57 | ماركو سبورتيلو      |       |     |
| GK              | 96 | لورينزو تورياني     |       |     |
| LB              | 33 | دافيدي بارتيساغي    |       |     |
| LB              | 42 | فيليبو تيراكيانو    |       |     |
| DF              | 28 | مالك ثياو           |       |     |
| DF              | 32 | كايل ووكر           | 62'   |     |
| DF              | 24 | أليساندرو فلورينزي  |       |     |
| RB              | 22 | إيمرسون رويال       |       |     |
| CM              | 8  | روبن لوفتوس-تشيك    |       |     |
| CM              | 80 | يونس موسى           |       |     |
| AM              | 79 | جواو فيليكس         | 62'   |     |
| FW              | 73 | فرانشيسكو كاماردا   |       |     |
| FW              | 7  | سانتياغو خيمينيز    | 62'   |     |
| FW              | 90 | تامي أبراهام        | 87'   |     |
| FW              | 21 | صامويل تشوكويزي     | 88'   |     |
| المدرب:         |    |                     |       |     |
| سيرجيو كونسيساو |    |                     |       |     |

| رجل المباراة: دان ندوي (بولونيا) الحكام المساعدين: جورج بيريتي فاليريو كولاروسي الحكم الرابع: جيانلوكا مانجانييلو حكم مساعد احتياطي: ماركو بريسميس حكم تقنية الفيديو: فرانشيسكو ميرافيليا مساعد حكم تقنية الفيديو: باولو سيلفيو مازوليني | قواعد المباراة - مدة المباراة 90 دقيقة مقسمة إلى شوطين مدة كل شوط 45 دقيقة. - تلعب أشواط إضافية من 30 دقيقة مقسومة إلى شوطين مدة كل شوط 15 دقيقة. - تطبق قاعدة ركلات الجزاء الترجيحية في حال استمرار التعادل في الأشواط الإضافية. - تواجد خمسة عشر لاعبًا على مقاعد البدلاء. - خمسة تبديلات كحد أقصى، مع تبديل سادس مسموح به في الوقت الإضافي. |